# 捷克刺猬

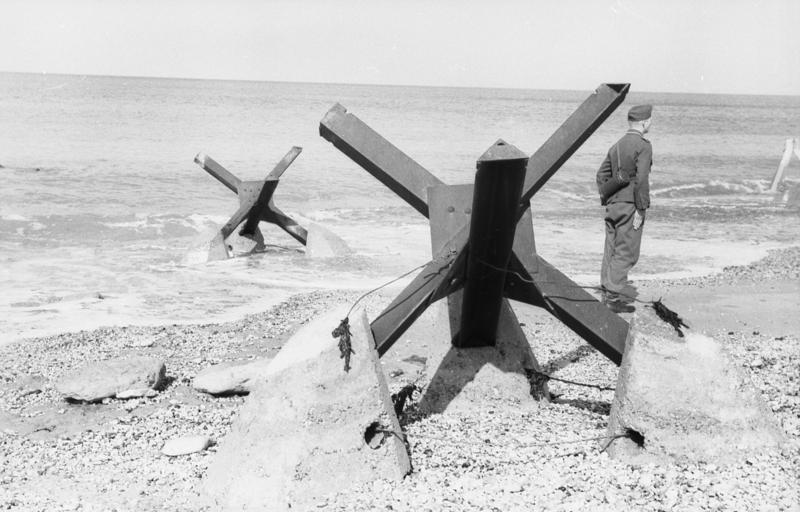
二戰期間納粹德國布署在法國加來海岸，做為大西洋壁壘的捷克刺猬。

捷克刺猬（捷克語：rozsocháč）又称反坦克拒马，是一种固定的反坦克障碍物，由金属隅梁或工字梁构成。捷克刺猬组成的防线能有效阻止裝甲进攻。甚至在当其附近发生爆炸后，仍能继续发挥作用。尽管它能为攻方步兵提供部分有限的防御，但步兵在对抗守卫森严的防御阵地时，战力通常已远低于被捷克刺猬阻碍的裝甲部队。